# Pauahiana metallica
Pauahiana metallica is een vliesvleugelig insect uit de familie Eulophidae. De wetenschappelijke naam is voor het eerst geldig gepubliceerd in 1965 door Yoshimoto.